# 고산초등학교 (경기)
고산초등학교는 대한민국 경기도 의정부시 산곡동에 있는 공립 초등학교이다.

## 학교 연혁
- 1946년 9월 1일 양주군 별내국민학교 고산분교장 설립 인가
- 1955년 4월 1일 고산국민학교 승격 개교 (5학급 편성)
- 1980년 4월 1일 의정부시로 편입
- 1982년 5월 7일 병설유치원 개원
- 1984년 11월 30일 본관 교사 신축
- 1993년 6월 10일 도서관 개관
- 1996년 3월 1일 고산초등학교로 교명 변경
- 2010년 3월 1일 특수학급 1학급 신설
- 2011년 11월 7일 인조잔디구장 조성
- 2022년 5월 1일 제25대 안정아 교장 부임
- 2023년 12월 29일 제69회 졸업식(남36명, 여27명, 계63명)
- 2024년 3월 4일 고산초 신축 이전(초등 33학급, 특수 2학급, 유치원 3학급 편성)

## 참고 자료
- 고산초등학교 - 한국교육학술정보원 학교알리미